# Eugenia capulioides
Eugenia capulioides är en myrtenväxtart som beskrevs av Cyrus Longworth Lundell. Eugenia capulioides ingår i släktet Eugenia och familjen myrtenväxter. Inga underarter finns listade i Catalogue of Life.